# Поляковський Микола Сергійович
Мико́ла Сергі́йович Поляко́вський (13 (26) травня 1901 , Київ  — 20 січня 1938 , Київ, Київська область, Українська РСР, СРСР ) — радянський партійний діяч, 2-й секретар Київського міського комітету КП(б)У (1937).

## Біографія
Народився в родині електромонтера. У 1912 році закінчив Київське міське училище. У серпні 1913 — січні 1915 року — хлопчик-учень у електромонтера в Києві. У січні 1915 — травні 1916 року — безпритульний. У травні 1916 — травні 1917 року — кур'єр у канцелярії Київського податкового інспектора. У травні 1917 — грудні 1918 року — вантажник на транспортно-товарній станції Київ. У грудні 1918 — травні 1919 року — учень-машиніст друкарні Народного комісаріату землеробства УСРР у Києві.
У травні 1919 — травні 1923 року — в Червоній армії: червоноармієць-кулеметник 423-го стрілецького полку 47-ї дивізії РСЧА і військової комендатури. Учасник Громадянської війни в Росії.
У травні 1923 — лютому 1927 року — ливарник Київського заводу сільськогосподарських машин «Червоний плугатар».
Член РКП(б) з серпня 1924 року.
У лютому — вересні 1927 року — секретар партійного колективу КП(б)У Київського машинобудівного заводу імені Артема.
У вересні 1927 — травні 1928 року — відповідальний секретар Березанського районного комітету КП(б)У Київського округу.
У травні 1928 — лютому 1930 року — секретар партійного колективу КП(б)У Київського заводу сільськогосподарських машин «Червоний плугатар». У лютому — жовтні 1930 року — голова заводського комітету профспілки Київського заводу «Червоний плугатар».
У жовтні 1930 — травні 1931 року — завідувач організаційного відділу Бобровицького районного комітету КП(б)У на Ніжинщині.
У травні 1931 — травні 1932 року — токар Київського машинобудівного заводу «Ленінська кузня».
У травні 1932 — грудні 1933 року — студент 2-го Київського авіаційного технікуму, закінчив три курси. У грудні 1933 — серпні 1935 року — слухач дворічних курсів молодших авіаційних інженерів при Ленінградському інституті інженерів Цивільного повітряного флоту, здобув спеціальність молодшого інженера із експлуатації авіаційних двигунів.
У серпні 1935 — 1936 році — технік-приймач літаків Київського авіаційного заводу № 43.
У 1936 — серпні 1937 року — 1-й секретар Жовтневого районного комітету КП(б)У в м. Києві.
26 серпня — листопад 1937 року — 2-й секретар Київського міського комітету КП(б)У.
23 листопада 1937 року заарештований органами НКВС. 19 січня 1938 року засуджений до розстрілу, розстріляний. Посмертно реабілітований.